# Zapasy na Letnich Igrzyskach Olimpijskich 1976 – kategoria do 100 kg w stylu klasycznym
Zmagania mężczyzn w wadze 100 kg to jedna z dziesięciu męskich konkurencji w zapasach w stylu klasycznym rozgrywanych podczas Letnich Igrzysk Olimpijskich 1976. Pojedynki w tej kategorii wagowej odbyły się w dniach 20 – 24 lipca.

## Klasyfikacja[2]
| Pozycja | Nazwisko             | Kraj              |
| ------- | -------------------- | ----------------- |
| 1       | Nikołaj Bałboszyn    | ZSRR              |
| 2       | Kamen Goranow        | Bułgaria          |
| 3       | Andrzej Skrzydlewski | Polska            |
| 4       | Brad Rheingans       | Stany Zjednoczone |
| 5       | Tore Hem             | Norwegia          |
| 6       | Heinz Schäfer        | RFN               |
| 7       | József Farkas        | Węgry             |
| .       | Nicolae Martinescu   | Rumunia           |
| 9       | Daniel Verník        | Argentyna         |
| .       | Fredi Albrecht       | NRD               |
| 11      | Bahram Mosztaghi     | Iran              |
| .       | Yasunari Akiyama     | Japonia           |
| .       | Robert N’Diaye       | Senegal           |

## Zasady
Przyjęto zasadę punktów karnych, gdzie zdobycie sześciu punktów lub więcej eliminowało zawodnika z turnieju. Kolejność miejsc medalowych ustalona została w specjalnej rundzie finałowej, z udziałem trzech zawodników z najmniejszą liczbą takich punktów.
- TF — Łopatki
- DQ — Dyskwalifikacja za pasywność
- D2 — Dyskwalifikacja obu zawodników za pasywność
- TPP — Punkty karne razem
- MPP — Punkty karne pojedynku

## Punktacja
- 0 — Wygrana na łopatki, przewagę techinczną, pasywność, kontuzję
- 0.5 — Wygrana na punkty  (8-11 punktów różnicy)
- 1 — Wygrana na punkty  (1-7 punktów różnicy)
- 2 — Dyskwalifikacja za pasywność, zwycięzca również był pasywny
- 3 — Przegrana na punkty (1-7 punktów różnicy)
- 3.5 — Przegrana na punkty (8-11 punktów różnicy)
- 4 — Przegrana na łopatki, przewagę techiczną, pasywność, kontuzję

## Wyniki[3]

### Pierwsza runda
| TPP | MPP |                      | Wynik\|Czas |                   | MPP | TPP |
| --- | --- | -------------------- | ----------- | ----------------- | --- | --- |
| 0   | 0   | Andrzej Skrzydlewski | TF / 2:24   | Bahram Mosztaghi  | 4   | 4   |
| 1   | 1   | Brad Rheingans       | 4 - 3       | Tore Hem          | 3   | 3   |
| 4   | 4   | Yasunari Akiyama     | DQ / 8:53   | Fredi Albrecht    | 0   | 0   |
| 0   | 0   | József Farkas        | TF / 2:24   | Robert N’Diaye    | 4   | 4   |
| 4   | 4   | Nicolae Martinescu   | TF / 1:23   | Nikołaj Bałboszyn | 0   | 0   |
| 0   | 0   | Kamen Goranow        | TF / 1:52   | Heinz Schäfer     | 4   | 4   |
| 0   |     | Daniel Verník        |             | Bez walki         |     |     |

### Druga runda
| TPP | MPP |                   | Wynik\|Czas |                      | MPP | TPP |
| --- | --- | ----------------- | ----------- | -------------------- | --- | --- |
| 4   | 4   | Daniel Verník     | TF / 1:17   | Andrzej Skrzydlewski | 0   | 0   |
| 8   | 4   | Bahram Mosztaghi  | TF / 0:34   | Brad Rheingans       | 0   | 1   |
| 3   | 0   | Tore Hem          | TF / 5:40   | Yasunari Akiyama     | 4   | 8   |
| 4   | 4   | Fredi Albrecht    | D2 / 8:00   | József Farkas        | 4   | 4   |
| 8   | 4   | Robert N’Diaye    | TF / 2:18   | Nicolae Martinescu   | 0   | 4   |
| 0   | 0   | Nikołaj Bałboszyn | DQ / 5:51   | Kamen Goranow        | 4   | 4   |
| 4   |     | Heinz Schäfer     |             | Bez walki            |     |     |

### Trzecia runda
| TPP | MPP |                      | Wynik\|Czas |                   | MPP | TPP |
| --- | --- | -------------------- | ----------- | ----------------- | --- | --- |
| 4   | 0   | Heinz Schäfer        | TF / 1:57   | Daniel Verník     | 4   | 8   |
| 3   | 3   | Andrzej Skrzydlewski | 7 - 9       | Brad Rheingans    | 1   | 2   |
| 3   | 0   | Tore Hem             | DQ / 8:56   | Fredi Albrecht    | 4   | 8   |
| 8   | 4   | József Farkas        | TF / 3:32   | Nikołaj Bałboszyn | 0   | 0   |
| 8   | 4   | Nicolae Martinescu   | TF / 5:51   | Kamen Goranow     | 0   | 4   |

### Czwarta runda
| TPP | MPP |                | Wynik\|Czas |                      | MPP | TPP |
| --- | --- | -------------- | ----------- | -------------------- | --- | --- |
| 8   | 4   | Heinz Schäfer  | TF / 2:59   | Andrzej Skrzydlewski | 0   | 3   |
| 6   | 4   | Brad Rheingans | TF / 3:58   | Nikołaj Bałboszyn    | 0   | 0   |
| 7   | 4   | Tore Hem       | TF / 1:14   | Kamen Goranow        | 0   | 4   |

### Runda finałowa
Zaliczone pojedynki z wcześniejszych rund
| TPP | MPP |                      | Wynik\|Czas |                      | MPP | TPP |
| --- | --- | -------------------- | ----------- | -------------------- | --- | --- |
|     | 0   | Nikołaj Bałboszyn    | DQ / 5:51   | Kamen Goranow        | 4   |     |
|     | 4   | Andrzej Skrzydlewski | TF / 2:04   | Nikołaj Bałboszyn    | 0   | 0   |
| 5   | 1   | Kamen Goranow        | 6 - 2       | Andrzej Skrzydlewski | 3   | 7   |